# Srocza Góra
Srocza Góra – kolonia wsi Pniów w Polsce, położona w województwie śląskim, w powiecie gliwickim, w gminie Toszek.
W latach 1975–1998 kolonia administracyjnie należała do województwa katowickiego.